# Johannes Stiegelmeyer
Johannes Stiegelmeyer (auch: Johann Stiegelmeyer; und Johannes Theodor Stiegelmeyer; * 29. Juli 1874 in Rödinghausen; † 7. April 1943 in Hannover) war ein deutscher Fabrikant und Erfinder.

## Leben

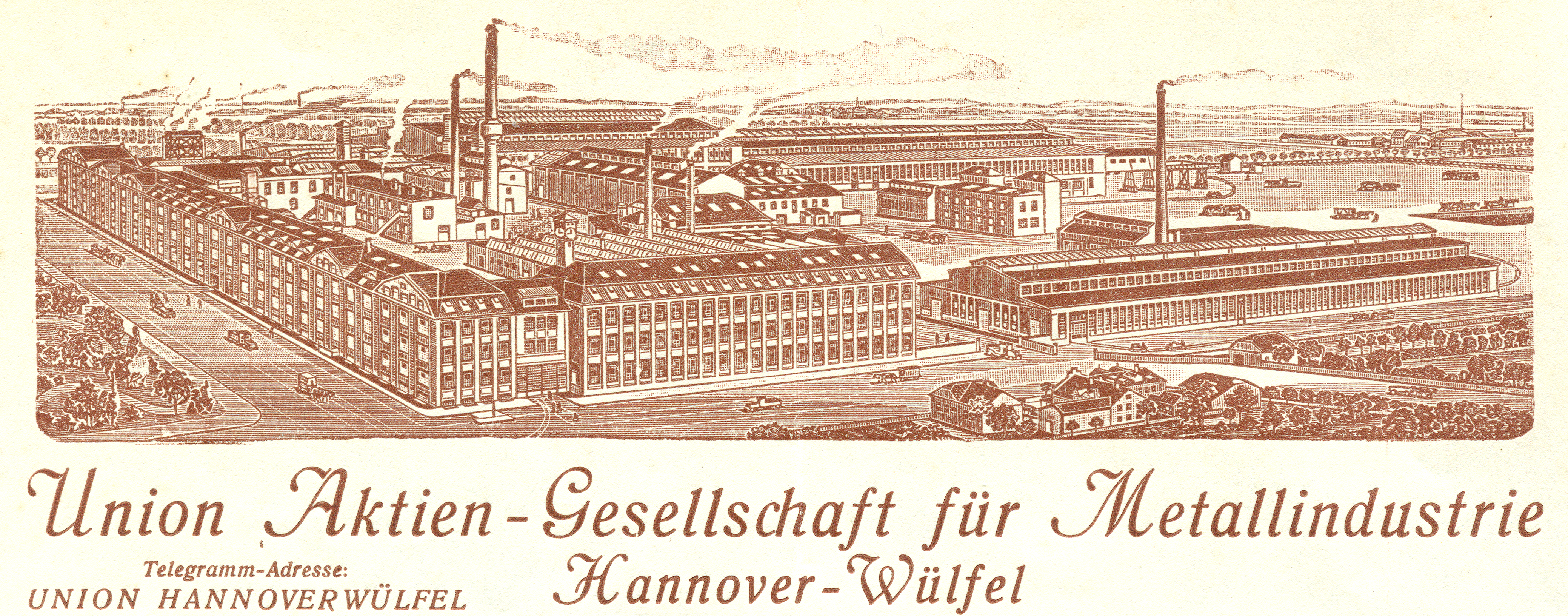
Um 1922: Briefkopf der Union Actien-Gesellschaft für Metallindustrie in Hannover-Wülfel, im Vordergrund von links nach rechts die Stiegelmeyerstraße

Johannes Stiegelmeyer begann 1899 zunächst in einer kleinen Werkstatt in seiner Heimatgemeinde Rödinghausen mit der Produktion von Stahl-Drahtmatratzen. Schon im Folgejahr siedelte er mit der Produktion nach Herford um, wo er seine Firma am 1. November 1900 in das Gewerberegister eintragen ließ und damit den bis heute als Familienunternehmen (Stand: Dezember 2016) geführten Möbelkonzern der Stiegelmeyer-Gruppe begründete.
Für die in Wülfel vor Hannover betriebene Maschinen- und Drahtwarenfabrik „Selbsthülfe“ Theodor Stiegelmeyer erteilte der in Wülfel lebende Kaufmann Stiegelmeyer dem ebenfalls dort lebenden Fritz Ristein 1904 Prokura.
1918 wurde in Wülfel die Stiegelmeyerstraße nach dem Fabrikanten benannt, der auch dort eine Fabrik zur Produktion von Drahtwaren betrieb.
Am 11. Mai 1937 meldete Stiegelmeyer unter dem Begriff Rohrfoermiger Einschlagduebel ein Patent mit der Nummer DE 734048 C von der als GmbH geführten Wülfeler Nietenfabrik an.
Stiegelmeyer starb am 7. April 1943.

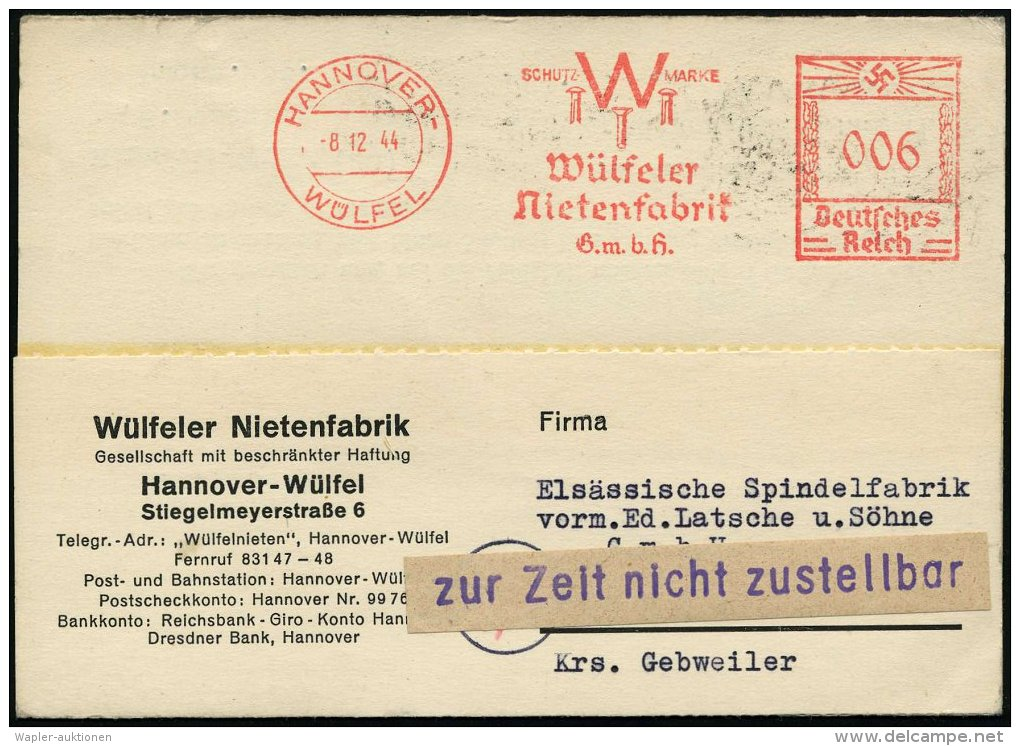
Dezember 1944: Karte mit Absenderfreistempel der Wülfeler Nietenfabrik in der Stiegelmeyerstraße